# Haematopinus oliveri
Haematopinus oliveri (лат.) — вид насекомых из семейства Haematopinidae подотряда вшей, которому МСОП присвоил охранный статус «Находящиеся на грани полного исчезновения» (CR).
Сохранились лишь на северо-востоке Индии в национальном парке Манас и его окрестностях. Предпочитают высоты от 200 до 500 м. Паразитируют исключительно на вымирающих диких карликовых свиньях (Porcula salvania), которых осталось менее 500 половозрелых особей.